# Dinamica delle popolazioni
La dinamica delle popolazioni è lo studio dei cambiamenti nel numero di individui, nella densità e nella struttura di una o diverse popolazioni, nonché nei processi biologici e ambientali che influenzano questi cambiamenti.
La dinamica delle popolazioni è stata tradizionalmente la branca dominante della biologia matematica, con una storia di più di due secoli, benché di recente il suo campo d'investigazione si sia fortemente allargato.

## Nomi e tappe storiche
- Thomas Robert Malthus
- Benjamin Gompertz, Pierre François Verhulst
- Alfred James Lotka, Vito Volterra
- Morton Gurtin, Richard C. MacCamy

## Modelli
- Sistemi di equazioni differenziali ordinarie
- Equazioni differenziali alle derivate parziali
- Equazioni di Lotka-Volterra
- Modello di Sharpe-Lotka-McKendrick
- Modello di Gurtin-MacCamy

## Biografia
- G. F. Webb (1985): Theory of Nonlinear Age-Dependent Population Dynamics, Marcel Dekker, ISBN 0-8247-7290-3
- N. Bacaër (2021) : Una breve storia della dinamica matematica delle popolazioni. Paris, ISBN 9791034351398. Pdf.

## ulteriori letture
- An ecological theory of changing human population dynamics, in Kirsten Henderson (Centre for Biodiversity, Theory, and Modelling, Theoretical and Experimental Ecology Station, CNRS, Moulis, France) and Michel Loreau., vol. 1, People and Nature, British Ecological Society, 2019,  pp. 31-43, DOI:10.1002/pan3.8. URL consultato il 18 luglio 2021 (archiviato dall'url originale il 1º maggio 2021).